# كميل زيدان
كميل زيدان (و. 1944  م - ت. 21 أكتوبر 2019) هو رئيس أساقفة، وكاهن كاثوليكي لبناني من أبرشية أنطلياس الكاثوليكية المارونية،  ولد عام 1944 في بلدة القصيبة بقضاء بعبدا، حصل على إجازة في الفلسفة وإجازة في اللاهوت عام 1971 من جامعة القديس يوسف في بيروت، وحصل على دكتوراه في الفلسفة واللاهوت من الجامعة الكاثوليكيّة الاميركيّة في واشنطن عام 1980، عين كاهناً عام 1971، وخور أسقفاً عام 2002 في أبرشية أنطلياس الكاثوليكية المارونية.
كان نائباً عاماً لأبرشيّة أنطلياس المارونيّة منذ العام 1997 وحتى 2011، أُعلن انتخابه أسقفًا في 13 آب 2011، وكانت سيامته في 23 أيلول 2011، وعين نائبًا بطريركيًّا للشؤون الإدارية، وأُعلن انتخابه رئيسًا لأساقفة أبرشيّة أنطلياس المارونيّة في 16 يونيو/حزيران 2012، وتسلّم مقاليد رعاية الأبرشيّة في 1 تموز 2012. حاز على «وسام السعفة الأكاديميّة» من الحكومة الفرنسيّة في 2003.

## حياته
في 1 كانون الثاني 1990 وقّع المطران يوسف بشارة، مرسومًا يقضي بإنشاء رعيّة جديدة على اسم رعيّة الرابية – الربوة، وتشييد كنيسة جديدة رعائيّة باسم “كنيسة القيامة”. وتعيين الخوري كميل زيدان خادمًا لها.
وفي 3 تشرين الثاني 2013، أعلن المطران كميل زيدان «كنيسة القيامة» كاتدرائيّة أبرشيّة أنطلياس المارونيّة وتمّ تعيين المونسنيور ايلي صفير عميدًا للكاتدرائيّة.

## مؤلفاته
شارك في تأليف كتاب «المظاهر الثقافيّة في الديانتين الإسلاميّة والمسيحيّة» – الأونسكو.